# Aclerda sacchari
Aclerda sacchari är en insektsart som beskrevs av Teague 1925. Aclerda sacchari ingår i släktet Aclerda och familjen Aclerdidae. Inga underarter finns listade i Catalogue of Life.